# Danuta Pupek-Musialik
Danuta Pupek-Musialik (zm. 16 grudnia 2019) – polska specjalistka chorób wewnętrznych, prof. dr. hab. n. med.

## Życiorys
Studiowała na Uniwersytecie Medycznym w Poznaniu. Obroniła pracę doktorską, następnie habilitowała się na podstawie dorobku naukowego i pracy. 26 listopada 1998 nadano jej tytuł profesora w zakresie nauk medycznych.
Objęła funkcję profesora zwyczajnego i kierownika w Katedrze i Klinice Chorób Wewnętrznych, Zaburzeń Metabolicznych i Nadciśnienia Tętniczego na I Wydziale Lekarskim Uniwersytetu Medycznego im. Karola Marcinkowskiego w Poznaniu.

## Odznaczenia
- Medal za Długoletnią Służbę[1]
- Złoty Krzyż Zasługi (2008)[1][3]

## Publikacje
- Ocena stężenia wybranych interleukin, czynnika martwicy nowotowrów, insulinemii i leptynemii u otyłych z nadciśnieniem tętniczym[2]
- Czy otyłość nasila proces zapalny u chorych z nadciśnieniem tętniczym?[2]
- 2006: Assessment of knowledge on arterial hypertension and diabetes in the context of life-style among patients of a specialist clinic[2]
- 2006: Analysis of dietary intake of iron, copper and zinc and their serum and hair levels in hypertensive adults[2]
- 2006: Patient v. physician – a positive relation, or possibly a conflict of attitudes or interests[2]
- 2010: Ciśnienie tętnicze, wybrane parametry antropometryczne i cechy stylu życia wśród młodzieży z miasta i wsi[2]
- 2016: Effects of endurance and endurance – strength exercise on biochemical parameters of liver function in women with abdominal obesity[2]